# 일퍼드

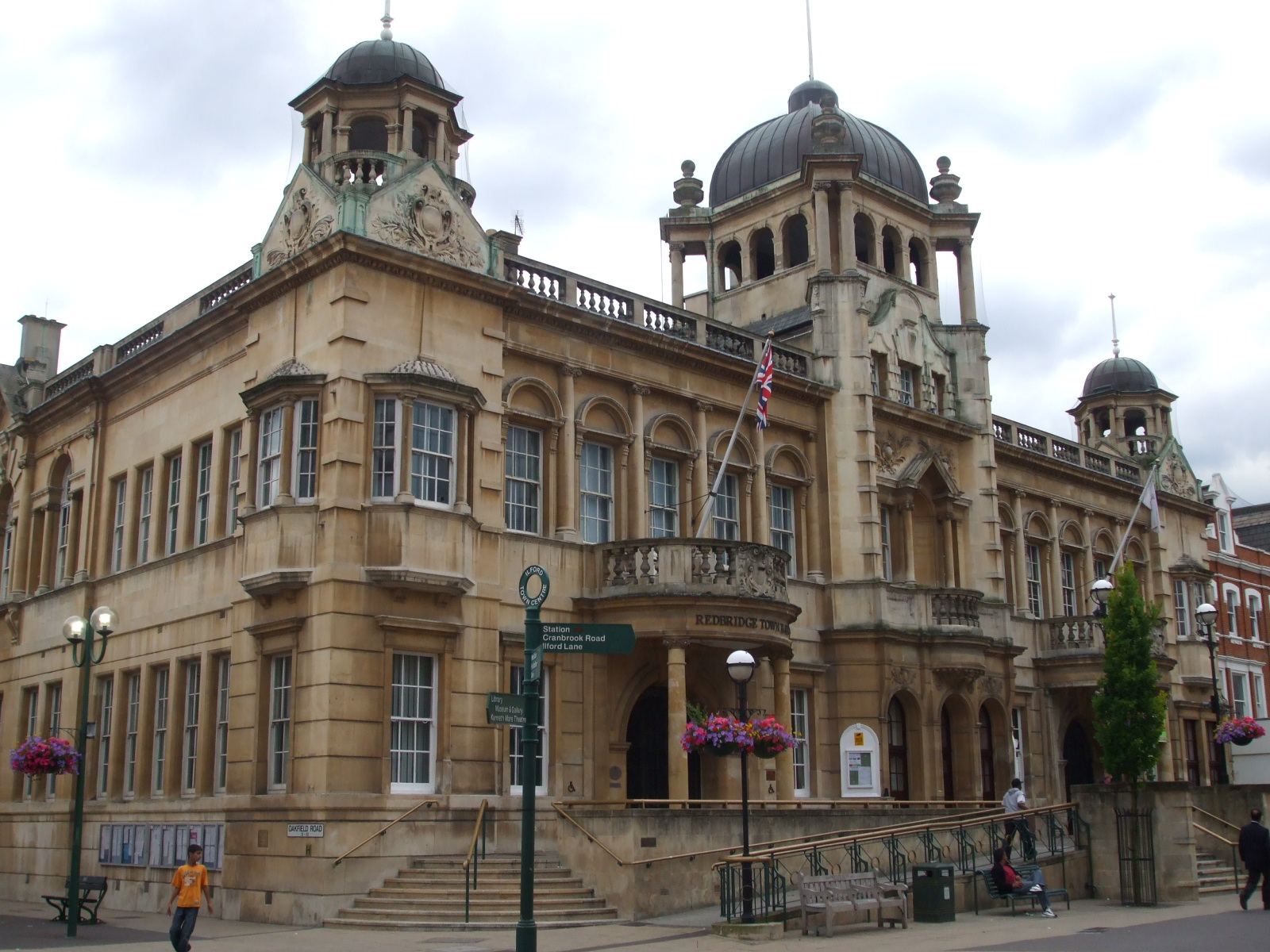

일퍼드(영어: Ilford)는 영국 런던의 한 지구이다.